# Aboubacar Somparé
El Hajj Aboubacar Somparé, född 31 augusti 1944 i Dakonta, Franska Guinea, död 2 november 2017 i Conakry, var en guineansk politiker. Han var talman för Guineas parlament mellan 2002 och 2008. Han var tillfälligt även Guineas ambassadör för Frankrike i Paris mellan 1978 och 1984 och var mellan 1995 och 2002 generalsekreterare för Partiet för enhet och framsteg.
Måndagen den 22 december 2008 meddelade han, i en tv-sändning, att presidenten Lansana Conté dött efter en lång tids sjukdom. Enligt författningen skulle Somparé då ha övertagit presidentposten och utlyst nytt presidentval inom 60 dagar. Makten övertogs istället av en grupp militärer, ledda av Moussa Dadis Camara.
Somparé vädjade till omvärlden att avstyra kuppen. Till skillnad från en rad andra politiker hade han under juldagen 2008 ännu inte gett upp och överlämnat sig till kuppmakarna. Först den 27 december överlämnade han sig till kuppmakarna.